# Vy (vervoerbedrijf)

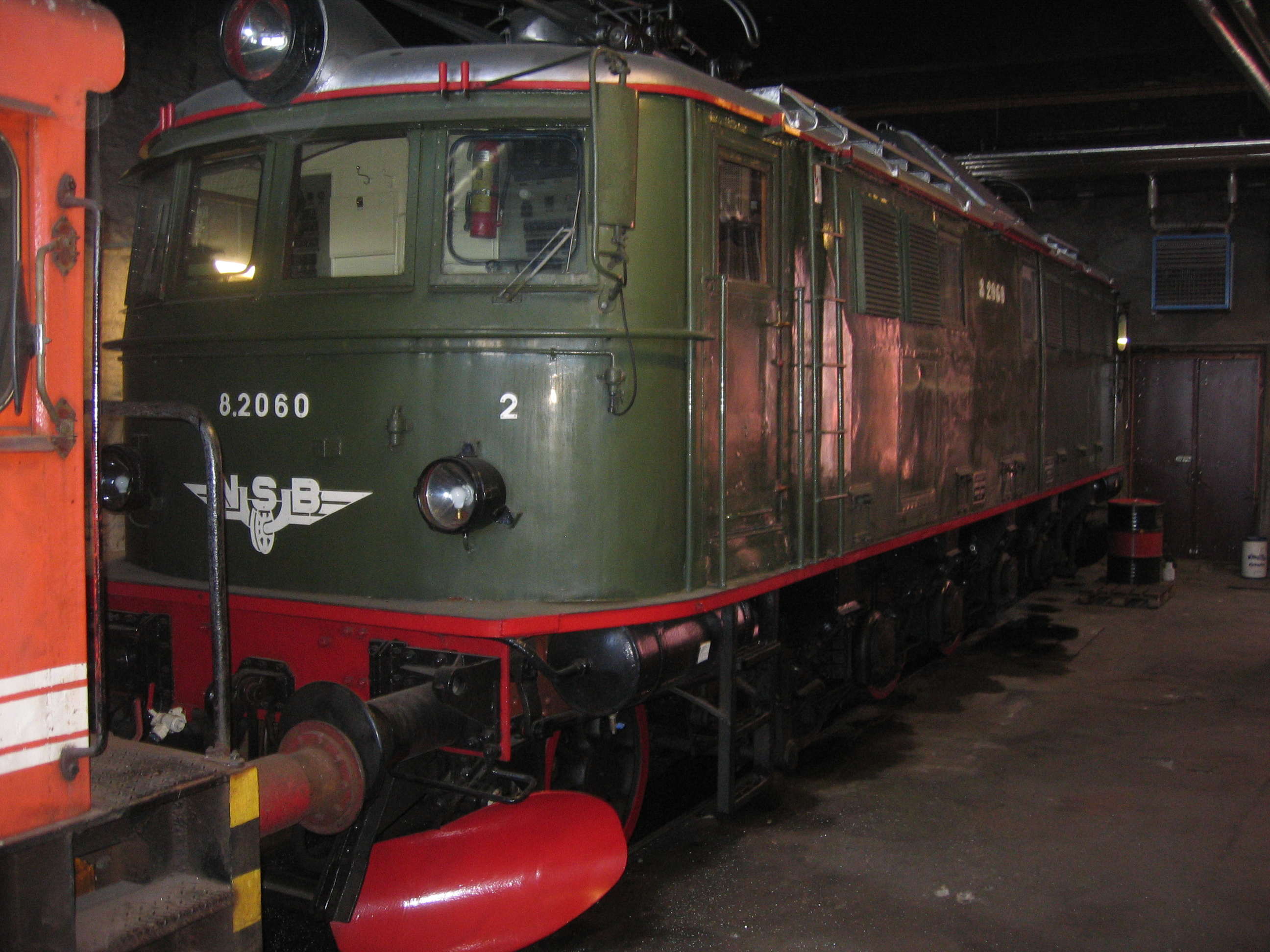
Elektrische locomotief van het type El 8, met het oude logo van NSB

Vy (officieel Vygruppen AS), tot 2019 bekend als Norges Statsbaner (NSB), is de grootste spoorwegmaatschappij die in Noorwegen actief is. Door de dochteronderneming Vy Buss (tot 2019 Nettbuss) is het ook de grootste autobusmaatschappij. Vy Tåg (tot 2019 Tågkompaniet) exploiteert regionale treindiensten in Zweden.
In 1854 werd de eerste Noorse spoorweg geopend, tussen Oslo en Eidsvoll, een gezamenlijke investering van de Noorse staat en Engelse investeerders. In 1862 werd de eerste echte staatsspoorweg geopend, tussen Hamar en Grundset (gemeente Elverum). Na 1945 vonden er weinig uitbreidingen van het netwerk meer plaats. Wel werden er nog grote delen van het netwerk geëlektrificeerd, een operatie die in 1970 was afgerond. In 1996 werd de maatschappij verzelfstandigd en gesplitst: eigendom en onderhoud van de railinfrastructuur kwam onder de overheidsorganisatie Jernbaneverket te vallen, de controlerende taken werden ondergebracht in Statens jernbanetilsyn, de Noorse spoorweginspectie, en de vervoersactiviteiten werden ondergebracht in NSB AB, een besloten vennootschap die volledig in handen van de staat was. Per 2002 werden verdere veranderingen doorgevoerd: NSB werd een naamloze vennootschap NSB AS (nog steeds volledig eigendom van de staat), en de goederendivisie werd verzelfstandigd als CargoNet.
Op 24 april 2019 werd NSB samen met Nettbuss en de Zweedse Tågkompaniet hernoemd tot Vy.

## Zelfstandige onderdelen
- Vy Gjøvikbanen (vroeger NSB Gjøvikbanen)
- Vy Buss (vroeger Nettbuss), Noorwegens grootste busmaatschappij. Het bedrijf heeft ook kantoren in Denemarken en Zweden.
- Vy Bybil, carsharing in Oslo
- CargoNet AS
- Arrive AS
- Mantena AS

## Spoorlijnen
Enkele spoorlijnen in Noorwegen zijn:
- Drammensbanen
- Flåmsbana
- Nordlandsbanen
- Meråkerbanen
- Raumabanen
- Bergensbanen